# Schneeglöckchenstandort auf Gemarkung Buch

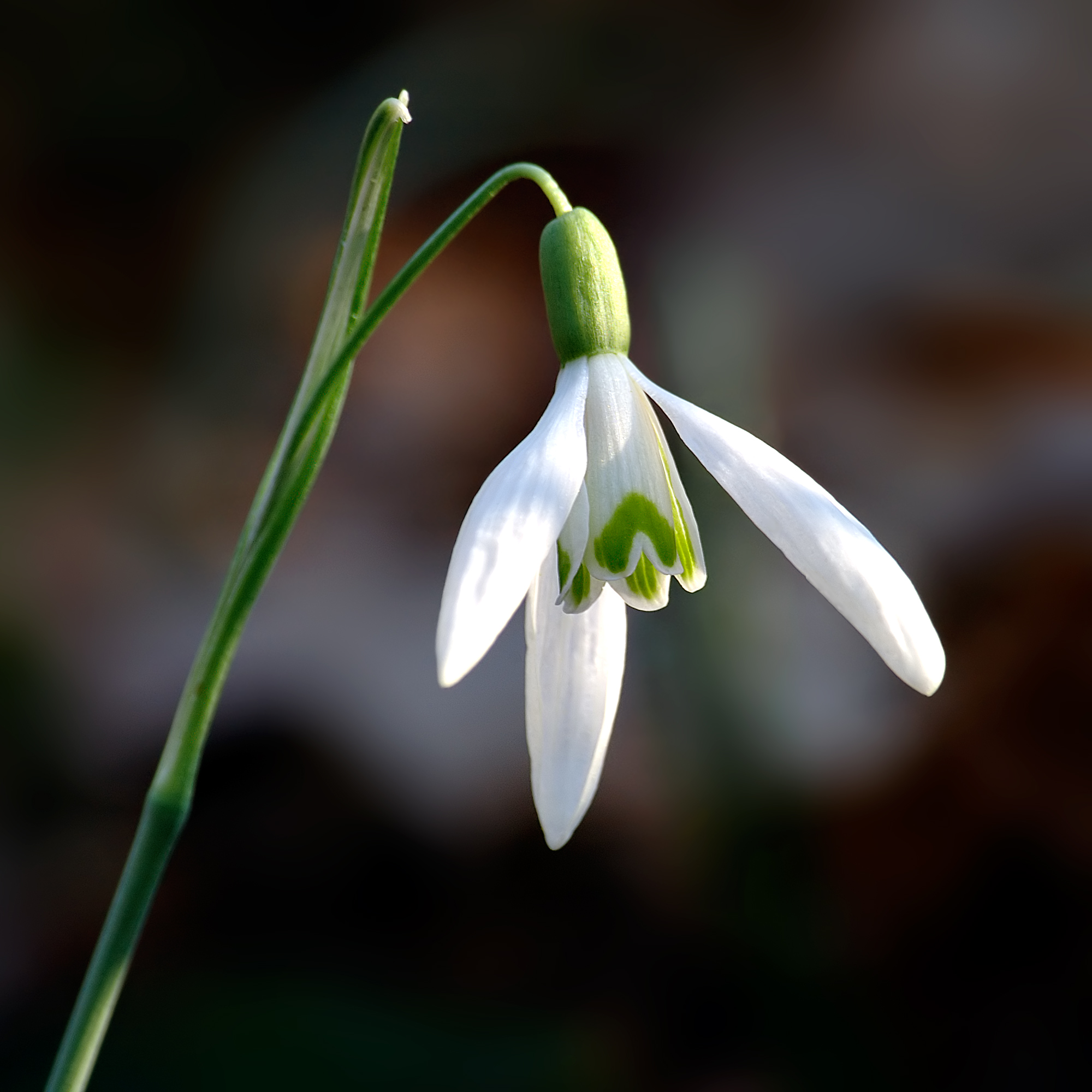
Kleines Schneeglöckchen

Der Schneeglöckchenstandort auf Gemarkung Buch ist ein Naturschutzgebiet bei Buch, einem Ortsteil von Albbruck im Landkreis Waldshut.
Das 1,8 ha große Naturschutzgebiet liegt rund 600 Meter südlich der Gemeinde Buch beim Wohnplatz Hohenfels, hat die Schutzgebietsnummer 3046 und wurde am 31. März 1953 durch das damalige Landeskulturamt Freiburg ausgewiesen. Es ist ein mit Esche und Hasel bestandener Südosthang an der Alb mit einem Bestand an wildwachsenden  Kleinen Schneeglöckchen (Galanthus nivalis) auf stellenweise felsigem Untergrund und hat eine geophyten- und farnreiche Krautschicht.